# Abel Ribeiro
Abel de Souza Ribeiro (Maria da Fé, 15 de março de 1957), é um treinador de futebol no Brasil. Atualmente está sem clube.

## Carreira
Abel Ribeiro foi ponta-esquerda do Grêmio Maringá e da Ponte Preta nas décadas de 70 e 80. Também atuou no Atlético Paranaense, encerrando a carreida de futebolista em 1990, no Figueirense. Como treinador, iniciou no Grêmio Esportivo Juventus de Santa Catarina. Grande parte de sua carreira como técnico ocorreu em clubes da Região Sul do Brasil.
Em agosto de 2000, foi contratado pelo Joinville, sendo esta sua segunda passagem pelo clube (a primeira foi em 1995, durante o Campeonato Brasileiro da Série C). Em 2003, assinou contrato com o Criciúma.
Em 2007, treinou o Novo Hamburgo e o União Rondonópolis. Em setembro do mesmo ano, assumiu o comando do Londrina, clube no qual já havia treinado em 2004, quando tentou evitar o rebaixamento do clube para a Série C do Campeonato Brasileiro, sem sucesso. No ano seguinte, comandou a Chapecoense, o Cacerense e o Juventus de Jaraguá, clube que já havia treinado em 1994 e levado às semifinais do Campeonato Catarinense daquele ano.
Em 2009, treinou o Internacional de Santa Maria e o Brasil de Pelotas. Em junho, foi contratado pelo Moto Club, do Maranhão. Porém, ficou no comando do clube durante um mês e meio.
Em 6 de novembro de 2015, Abel foi anunciado como treinador do Aimoré-RS até o final de 2016.

## Títulos
Figueirense
- Campeonato Catarinense: 1999, 2002.
- Mercosul: 1995